# Tüvsinsiré járás
Tüvsinsiré járás (mongol nyelven: Түвшинширээ сум) Mongólia Szühebátor tartományának egyik járása. Területe 4400 km². Népessége kb. 3700 fő.
Székhelye, Szergelen (Сэргэлэн) 136 km-re fekszik Barún-Urt tartományi székhelytől.